# Midori-ku (Chiba)
Midori-ku (緑区?) è uno dei sei quartieri amministrativi della città di Chiba, in Giappone.